# Stazione di Gazzo-Pieve San Giacomo
Stazione di Gazzo-Pieve San Giacomo vasútállomás Olaszországban, Lombardia régióban, Pieve San Giacomo településen.

## Vasútvonalak
Az állomást az alábbi vasútvonalak érintik:
- Pavia–Mantua-vasútvonal

## Kapcsolódó állomások
A vasútállomáshoz az alábbi állomások vannak a legközelebb:
- Stazione di Torre de' Picenardi
- Stazione di Villetta Malagnino